# Sovětskyj
Sovětskyj (do roku 1944 Ički; ukrajinsky Совєтський, rusky Советский, krymskou tatarštinou İçki/Ички) je sídlo městského typu na východě ukrajinské Autonomní republiky Krym; administrativní centrum Sovětského rajónu. Roku 2011 zde žilo 9 947 obyvatel, především Rusové a Ukrajinci. Původní název Ički byl změněn roku 1944 po deportaci Krymských Tatarů na Sibiř a do Střední Asie (v obci jich dle sčítání z roku 1926 žila 3 %).

V Sovětském se nalézají závody potravinářského průmyslu (pekárna, mlékárna, vinařství) a tiskárna. Stanice na železniční trati Kerč–Džankoj.